# Acmone (Dattilo)
Nella mitologia greca Acmone (in greco antico: Ἄκμων?, Akmôn) era uno dei Dattili, le divinità minori o daimon collegate alla lavorazione dei metalli.
Il suo nome significa "incudine", ed era pertanto associato a tale strumento, mentre i suoi fratelli Damnameneo e Chelmi erano associati rispettivamente al martello e al coltello.
Il nome e il numero degli altri fratelli è piuttosto variabile nelle fonti. Una delle fonti più antiche, Le Argonautiche di Apollonio Rodio (III secolo a.C.), aggiunge Tizia e Cilleno, portando il loro numero a cinque (come le dita della mano)
Acmone, assieme ai suoi fratelli, accompagnò il dio Dioniso nella sua campagna indiana.